# Đại hội Thể thao Bán đảo Đông Nam Á 1971
Đại hội Thể thao Bán đảo Đông Nam Á 1971, chính thức được gọi là Đại hội Thể thao Bán đảo Đông Nam Á lần thứ 6, là một sự kiện thể thao đa môn của khu vực Đông Nam Á được tổ chức tại Kuala Lumpur, Malaysia từ ngày 11 đến ngày 18 tháng 12 năm 1971, với 15 môn thể thao được thi đấu. Đây là lần thứ hai Malaysia đăng cai kỳ SEAP Games này, lần trước là vào năm 1965. Campuchia tham dự trở lại kỳ đại hội này với tên gọi Cộng hòa Khmer. 
Trong kỳ đại hội này, nước chủ nhà Malaysia đã cùng với Singapore gây áp lực lên Thái Lan nhằm thuyết phục Liên đoàn Thể thao Bán đảo Đông Nam Á mở rộng thành viên để bao gồm cả Philippines và Indonesia, nhưng không thành công. Các quan chức Thái Lan cho rằng việc mở rộng như vậy sẽ đi ngược lại với tinh thần “sự kiện gia đình nhỏ” mà họ đã hình dung cho đại hội, đồng thời không phù hợp với tinh thần láng giềng gần gũi mà đại hội hướng tới. Đây là lần thứ hai Malaysia đăng cai tổ chức đại hội, và là lần đầu tiên kể từ năm 1965. Lễ khai mạc và bế mạc được tổ chức tại Sân vận động Merdeka, do Quốc vương Malaysia khi đó là Abdul Halim chủ trì. Thái Lan dẫn đầu bảng tổng sắp huy chương, tiếp theo là nước chủ nhà Malaysia và Singapore.

## Đoàn thể thao tham dự
- Myanmar
- Cộng hòa Khmer
- Lào
- Malaysia (chủ nhà)
- Singapore
- Việt Nam Cộng hòa
- Thái Lan

## Bảng tổng sắp huy chương
| Hạng               | Đoàn                 | Vàng | Bạc | Đồng | Tổng số |
| ------------------ | -------------------- | ---- | --- | ---- | ------- |
| 1                  | Thái Lan (THA)       | 44   | 27  | 38   | 109     |
| 2                  | Malaysia (MAS)       | 41   | 43  | 55   | 139     |
| 3                  | Singapore (SIN)      | 32   | 33  | 31   | 96      |
| 4                  | Miến Điện (BIR)      | 20   | 28  | 13   | 61      |
| 5                  | Cộng hòa Khmer (KHM) | 17   | 18  | 18   | 53      |
| 6                  | Việt Nam (VNM)       | 3    | 6   | 9    | 18      |
| 7                  | Lào (LAO)            | 0    | 1   | 4    | 5       |
| Tổng số (7 đơn vị) | Tổng số (7 đơn vị)   | 157  | 156 | 168  | 481     |

## Môn thể thao
- Thể thao dưới nước  (chi tiết)

- Điền kinh  (chi tiết)

- Cầu lông  (chi tiết)

- Bóng rổ  (chi tiết)

- Quyền Anh  (chi tiết)

- Xe đạp  (chi tiết)

- Bóng đá  (chi tiết)

- Khúc côn cầu  (chi tiết)

- Judo  (chi tiết)

- Cầu mây  (chi tiết)

- Bắn súng  (chi tiết)

- Bóng bàn  (chi tiết)

- Quần vợt  (chi tiết)

- Bóng chuyền  (chi tiết)

- Cử tạ  (chi tiết)